# 2024-es Australian Open
A 2024-es Australian Open az év első Grand Slam-tornája, amelyet 2024. január 14–28. között rendeznek meg Melbourne-ben. Ez a 112., az open erában az 56. Australian Open.
A tornát férfi és női egyes, páros és vegyes páros, valamint a junioroknál és a kerekesszékeseknél férfi és női egyes és páros kategóriákban rendezték. A torna szponzora a korábbi évekhez hasonlóan a Kia Motors. A selejtezőket a főtáblás verseny előtt, január 8–11. között rendezték.
A címvédő a férfiaknál a szerb Novak Đoković volt, azonban az elődöntőben kikapott az olasz Jannik Sinnertől, aki később a tornát is megnyerte, a döntőben az orosz Danyiil Medvegyev elleni 3–6, 3–6, 6–4, 6–4, 6–3 arányú győzelmével. A fehérorosz Arina Szabalenka megvédte előző évben először megszerzett Australian Open bajnoki címét, miután a döntőben 6–3, 6–2-re legyőzte a kínai Cseng Csin-vent.
A magyar játékosok közül a főtáblán a világranglista-helyezésük alapján Marozsán Fábián és Fucsovics Márton indulhatott, és a kvalifikációból feljutott Valkusz Máté is. Fucsovics és Valkusz az első körön nem jutott túl, Marozsán Fábián eddigi legjobb Grand Slam-eredményével a harmadik körig jutott. A kvalifikációban induló Piros Zsombor a selejtező második körében esett ki. A nőknél négy magyar induló is volt a selejtezőben: Bondár Anna, Gálfi Dalma, Udvardy Panna és Babos Tímea, de egyiküknek sem sikerült kiharcolni a főtáblára feljutást. A párosok versenyén a férfiaknál Fucsovics Márton Marozsán Fábiánnal, míg a nőknél Babos Tímea Bondár Annával párban indult, és mindkét magyar páros a második körben esett ki.

## Világranglistapontok
A versenyen az elért eredménytől függően a világranglista állásába beszámító alábbi pontok szerezhetők.
| Eredmény           | Férfi egyes | Férfi páros | Női egyes | Női páros |
| ------------------ | ----------- | ----------- | --------- | --------- |
| Győzelem           | 2000        | 2000        | 2000      | 2000      |
| Döntő              | 1200        | 1200        | 1300      | 1300      |
| Elődöntő           | 720         | 720         | 780       | 780       |
| Negyeddöntő        | 360         | 360         | 430       | 430       |
| 16 között          | 180         | 180         | 240       | 240       |
| 32 között          | 90          | 90          | 130       | 130       |
| 64 között          | 45          | 0           | 70        | 10        |
| 128 között         | 10          | –           | 10        | –         |
| Főtáblára jutás    | 25          | 25          | 40        | –         |
| Selejtező (3. kör) | 16          | –           | 30        | –         |
| Selejtező (2. kör) | 8           | –           | 20        | –         |
| Selejtező (1. kör) | 0           | –           | 2         | –         |

## Pénzdíjazás
A torna összdíjazása 86,5 millió ausztrál dollár, amely 10,1%-kal haladja meg az előző évit. A férfiak és a nők azonos mértékű díjazásban részesülnek. Az alábbiakban ausztrál dollárban olvashatóak az összegek, párosnál feleződik az egy főre jutó díjazás.
| Eredmény           | Egyes*       | Páros**                   | Vegyes páros**            |
| Győzelem           | 3 150 000 A$ | 730 000 A$                | 165 000 A$                |
| Döntő              | 1 725 000 A$ | 400 000 A$                | 94 000 A$                 |
| Elődöntő           | 990 000 A$   | 227 500 A$                | 50 000 A$                 |
| Negyeddöntő        | 600 000 A$   | 128 000 A$                | 26 500 A$                 |
| 16 között          | 375 000 A$   | 75 000 A$                 | 13 275 A$                 |
| 32 között          | 255 000 A$   | 53 000 A$                 | 6900 A$                   |
| 64 között          | 180 000 A$   | 36 000 A$                 | –                         |
| 128 között         | 120 000 A$   | –                         | –                         |
| Selejtező (döntő)  | 65 000 A$    | *Nemenként **Csapatonként | *Nemenként **Csapatonként |
| Selejtező (2. kör) | 44 100 A$    | *Nemenként **Csapatonként | *Nemenként **Csapatonként |
| Selejtező (1. kör) | 31 250 A$    | *Nemenként **Csapatonként | *Nemenként **Csapatonként |

## Az egyes versenyszámok

### Férfi egyes
- Jannik Sinner– Danyiil Medvegyev 3–6, 3–6, 6–4, 6–4, 6–3.

### Női egyes
- Arina Szabalenka– Cseng Csin-ven 6–3, 6–2.

### Férfi páros
- Róhan Bópanna /  Matthew Ebden– Simone Bolelli /  Andrea Vavassori 7–6(0), 7–5.

### Női páros
- Hszie Su-vej /  Elise Mertens– Ljudmila Kicsenok /  Jeļena Ostapenko 6–1, 7–5.

### Vegyes páros
- Hszie Su-vej /  Jan Zieliński– Neal Skupski /  Desirae Krawczyk 6–7(5), 6–4, [11–9]

### Juniorok

#### Fiú egyéni
- Rei Sakamoto– Jan Kumstát 3–6, 7–6(2), 7–5

#### Lány egyéni
- Renáta Jamrichová– Emerson Jones 6–4, 6–1

#### Fiú páros
- Maxwell Exsted /  Cooper Woestendick– Petr Brunclík /  Viktor Frydrych 6–3, 7–5

#### Lány páros
- Tyra Caterina Grant /  Iva Jovic– Julie Paštiková /  Julia Stusek 6–3, 6–1